# Pas paa Pigerne
|  | Denne artikel er oprettet af botten PalnaBot ud fra en ekstern database. Den kan derfor have sproglige fejl eller mangler. Denne skabelon kan fjernes efter kontrol af indholdet. |

Pas paa Pigerne er en film instrueret af Lau Lauritzen Sr. efter manuskript af Lau Lauritzen Sr., Lau Lauritzen Jr., Alice O'Fredericks.

## Handling
Der er mange måder at rejse på! Den rige direktør Browns to unge døtre foretrækker en første klasses kupé i et hurtigtog. Mens toget suser hen ad skinnerne på vej mod den store by, gør de unge damer på en mærkelig måde bekendtskab med to underlige fyre, den ene lang og tynd, den anden lille og tyk... Fy og Bi! Fy og Bi er på vej til hovedstaden for at søge plads, de har en introduktionsskrivelse med, og det viser sig, at den er til de unge damers fader. De to unge damer lover at lægge et godt ord ind for dem, men direktør Brown modtager Fy og Bi med megen mistro, og han smider dem ud. Gennem mange prøvelser og en hæsblæsende tur i motorbåd lykkes det dog Fy og Bi ad omveje at gøre et godt indtryk på direktøren,.